# Levi K. Fuller

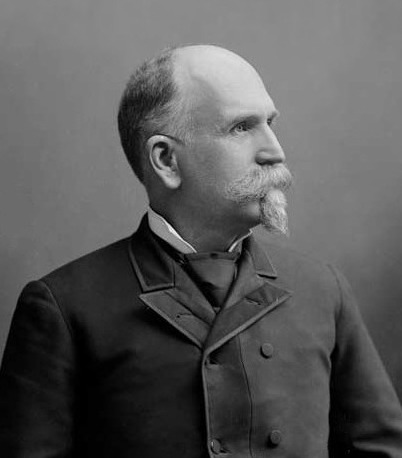
Levi K. Fuller (1886)

Levi Knight Fuller (* 24. Februar 1841 in Westmoreland, Cheshire County, New Hampshire; † 10. Oktober 1896 in Brattleboro, Vermont) war ein US-amerikanischer Politiker und von 1892 bis 1894 Gouverneur des Bundesstaates Vermont.

## Frühe Jahre und Aufstieg
Levi Fuller besuchte die Brattleboro High School. Danach absolvierte er in Boston eine Lehre im Maschinenbau. Um seine Ausbildung finanzieren zu können, arbeitete er als Telegraphist. Nach seiner Rückkehr nach Brattleboro arbeitete er für die Estey Organ Company. Er heiratete die Tochter des Firmenchefs und stieg bald in der Firma bis zum Vizepräsidenten auf. Fuller war in dieser Zeit auch erfinderisch. Im Lauf der Zeit meldete er etwa 100 Patente an, von denen einige weltweit von Herstellern von Musikinstrumenten aufgegriffen und verwertet wurden. Fuller war auch ein Hobby-Astronom und -Wissenschaftler, der ein eigenes Observatorium und eine eigene Bibliothek besaß. Er setzte sich auch für die Belange der Afroamerikaner ein und gehörte in North Carolina zu den Gründern der Shaw University, einer der ersten Hochschulen für Schwarze in den Südstaaten. Er wurde auch Präsident der Brattleboro Savings Bank und Kurator der dortigen Bibliothek. Fuller war zudem Mitglied der Nationalgarde und stellte im Jahr 1874 eine eigene Einheit auf, die sogenannte Fuller Light Battery.

## Politische Laufbahn
Levi Fuller war Mitglied der Republikanischen Partei. Zwischen 1880 und 1881 war er Mitglied des Senats von Vermont, von 1886 bis 1887 war er Vizegouverneur. Im Jahr 1892 wurde er als Kandidat seiner Partei zum Gouverneur seines Staates gewählt. In seiner zweijährigen Amtszeit zwischen dem 6. Oktober 1892 und dem 4. Oktober 1894 wurde das Schulsystem weiter verbessert und ein Ausschuss zur Unterhaltung der Staatsstraßen (Board of Highway Commissioners) gegründet. Nach Ablauf seiner Amtszeit verzichtete er auf eine erneute Kandidatur. Er zog sich ins Privatleben zurück und kümmerte sich um seine vielen geschäftlichen Aktivitäten. Levi Fuller starb plötzlich und überraschend im Jahr 1896. Er war mit Abby Estey verheiratet, der Tochter seines früheren Chefs bei der Orgelbaufirma.